# Sulcarius strictus
Sulcarius strictus är en stekelart som beskrevs av Henry Keith Townes, Jr. 1983. Sulcarius strictus ingår i släktet Sulcarius och familjen brokparasitsteklar. Arten är reproducerande i Sverige. Inga underarter finns listade i Catalogue of Life.